# Caroline Miolan-Carvalho

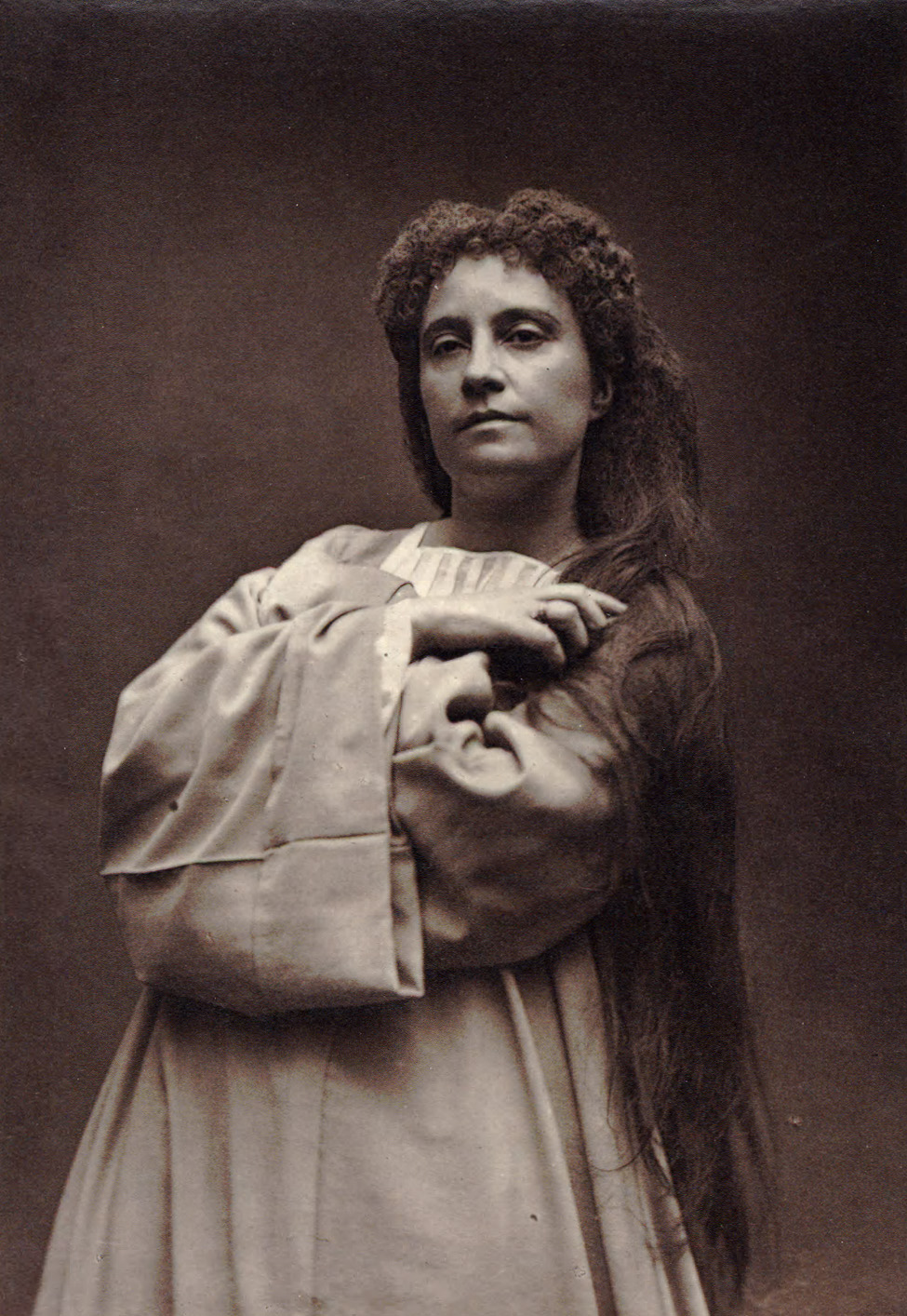
Caroline Carvalho, 1873

Marie Caroline Félix Miolan-Carvalho, född Miolan 1827 i Marseille, död 1895 nära Dieppe, var en fransk sångerska. Hon var från 1853 gift med Léon Carvalho. 